# Herb Irbitu

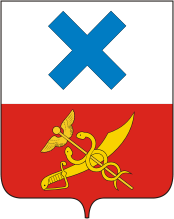
Herb Irbitu.

Herb Irbitu (ros: Герб Ирбита) – jest oficjalnym symbolem rosyjskiego miasta Irbit, przyjętym w obecnej formie 21 czerwca 2001 roku przez radę miasta

## Opis i symbolika
Francuska tarcza herbowa podzielona na dwa równe poziome pola. Górne barwy srebrnej, a dolne barwy czerwonej. W górne pole wpisany błękitny krzyż świętego Andrzeja. W dolnym polu skrzyżowane ze sobą złota szabla oraz złoty kaduceusz - berło oplatane przez dwa węże z łbami zwróconymi ku sobie, zakończone parą skrzydeł. 
Krzyż świętego Andrzeja ma symbolizować niczym niezachwianą wierność mieszkańców miasta wobec Rosji. Złoty miecz ma oddawać gotowość Irbitu do obrony, jego waleczność w czasach ekspansji państwa rosyjskiego na wschód oraz ukazywać zwycięstwa odnoszone nad wrogami. Złoty kaduceusz - będący m.in. symbolem handlu - jest odwzorowaniem faktu, że Irbit był ważnym miejscem na handlowej mapie Imperium Rosyjskiego. 

## Historia

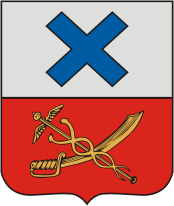
Herb Irbitu w latach 1776-1862.

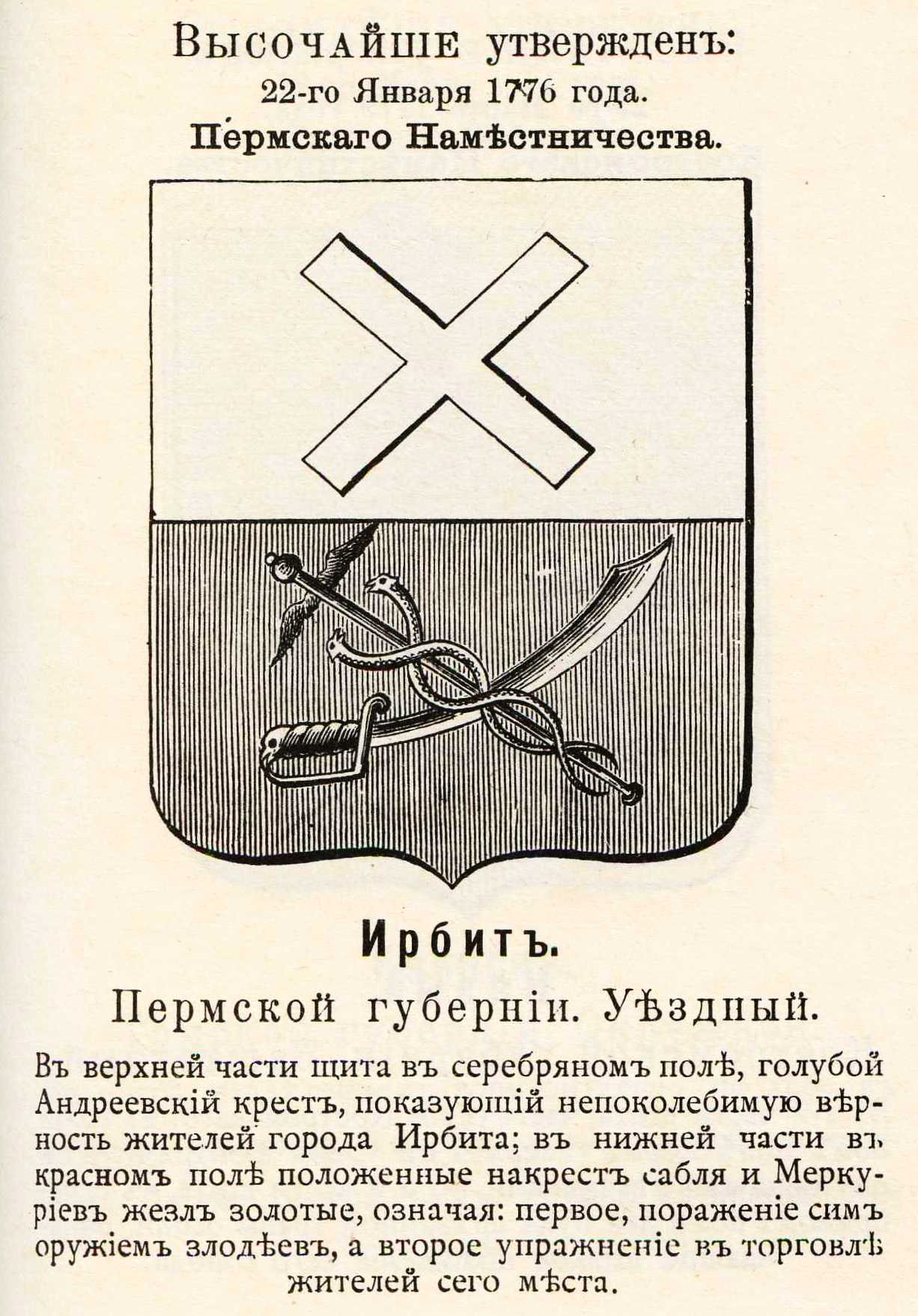
Herb Irbitu w rosyjskim herbarzu z 1899 r.

Miasto Irbit zostało założone około roku 1731, a swój pierwszy herb otrzymało 22 stycznia 1776 r. i był to pierwszy oficjalnie zatwierdzony przez rząd cesarski w Petersburgu herb dla miasta znajdującego się na terytorium uralskim. Użycie herbu świętego Andrzeja miało wówczas podkreślać lojalność ludności Irbitu wobec cesarzowej Katarzyny II w czasie Powstania Pugaczowa. Był to w zasadzie ten sam herb jaki obowiązuje obecnie. Jedyne różnice występowały w stylizacji kaduceusza. Zmiana nastąpiła w 1862 r., za panowania imperatora Aleksandra II Romanowa. Nowym herbem była błękitna tarcza, pośrodku której umieszczono srebrny krzyż świętego Andrzeja. Po jego lewej i prawej stronie dwie złote monety, o rodowodzie bizantyńskim. Zarówno nad jak i pod krzyżem umieszczono dwa miecze, zwrócone ostrzami ku górze, a w jego prawym heraldycznym rogu (z punktu widzenia obserwatora lewym) herb Permu, pod który administracyjnie podlegało miasto. Rolę korony herbowej pełniła srebrna baszta o trzech jednolitych blankach. Za tarczą skrzyżowane ze sobą dwa złote młoty, a całość otoczona wstęgą Orderu św. Aleksandra Newskiego. W tej formie herb Irbitu przetrwał do 1917 r., gdy przewrót bolszewicki doprowadził do odrzucenia dawnych tradycji.
W czasach sowieckich używano początkowo symboliki związanej z ideologią komunistyczną. W 1967 r. władze miasta ogłosiły konkurs na nowy herb miasta, który miał odzwierciedlać nowy system. 7 września 1967 r. uchwalono wprowadzenie nowego herbu miasta. Była to tarcza francuska podzielona na dwa pola. W dolnym polu, dużo mniejszym, barwy purpurowej złotymi literami wypisana była nazwa miasta "Irbit". W górnym polu, w kolorze błękitu koło zębate podzielone na dwie części. Górna część barwy złotej zakończona złotym kłosem zboża. Dolna część barwy zielonej, z zielonym drzewem iglastym poniżej. Pośrodku na purpurowym tle złoty motocyklista. Herb oddawać miał dwie wiodące gałęzie gospodarki funkcjonujące w Irbicie: koło zębate wraz z motorem symbolizowało osiągnięcia inżynierii i motoryzacji, a kłos zboża i drzewo - rolnictwo wraz z przemysłem leśnym. Podobne role pełnić miały użyte barwy, złoty (żółty) jako kolor zbóż, zieleń jako kolor lasów, a purpura miała oddawać barwy ziemi irbickiej.
Rozpad Związku Radzieckiego oraz przemiany jakie nastąpiły w Federacji Rosyjskiej wytworzyły zapotrzebowanie na zupełnie nowy herb. Zdecydowano się powrócić do dawnego wyobrażenia heraldycznego, które obowiązywało w czasach Imperium Rosyjskiego. 21 czerwca 2001 r. Rada Miasta Irbit przegłosowała przywrócenie dawnego herbu. Został on zapisany pod numerem 779 w Państwowym heraldycznym rejestrze Federacji Rosyjskiej. Herb musi być umieszczany na fasadach budynków należących do władzy wykonawczej i prawodawczej w mieście. Ma on się także znajdować w biurach najwyższych władz samorządowych, a także na pieczęciach, listach, dyplomach oraz dokumentach wytwarzanych przez miejską administrację. Herb może występować także w formie z koroną herbową w postaci złotej baszty o pięciu dwuzębnych blankach.